# Cervellus ramicornis
Cervellus ramicornis är en stekelart som först beskrevs av Brulle 1846.  Cervellus ramicornis ingår i släktet Cervellus och familjen bracksteklar. Inga underarter finns listade i Catalogue of Life.